# Them (magazine)
Pour les articles homonymes, voir Them (homonymie).

Them est un magazine en ligne LGBT américain, qui appartient à Condé Nast et qui a été lancé en octobre 2017 par Phillip Picardi,,.
Le magazine couvre la culture LGBT, la mode et la politique,.

## Histoire
Philip Picardi (alors directeur de Teen Vogue), propose en 2017 à Anna Wintour, directrice artistique de Condé Nast, que Condé Nast créé une plateforme média en ligne spécialisée sur les contenus LGBT. Parmi les rédacteurs en chef fondateurs se trouvent Meredith Talusan, Tyler Ford, and James Clarizio,, et le lancement se fait en partenariat avec Burberry, Google, Lyft, et GLAAD,.
Le site dut faire face à une polémique lors de son lancement, certains considérant son nom (le pronom personnel « ils » en français) comme une sorte d'altérisation.